# Seebachtal (Kärnten)

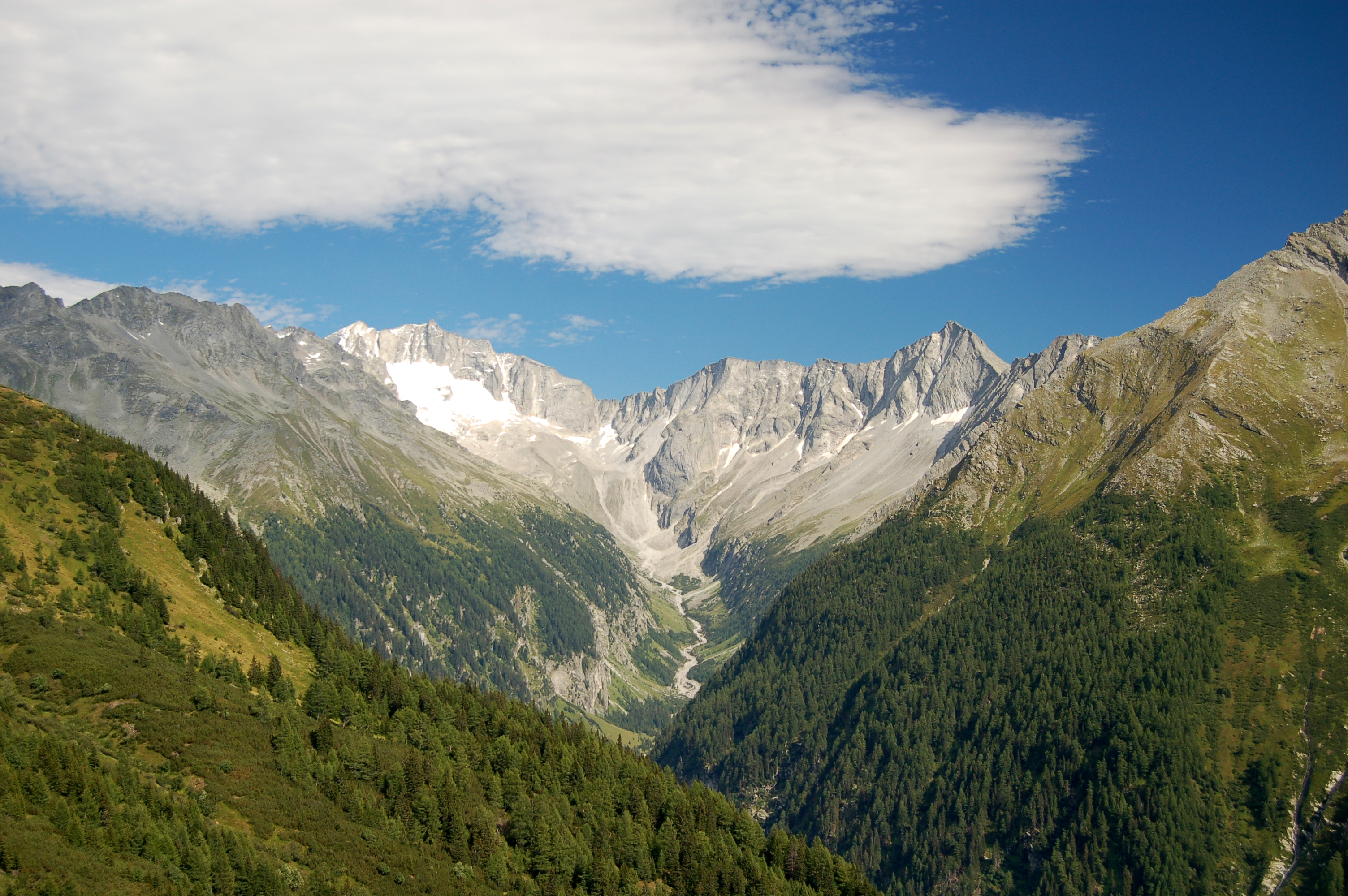
Der Lassacher Winkel bildet den Talschluss des Seebachtals

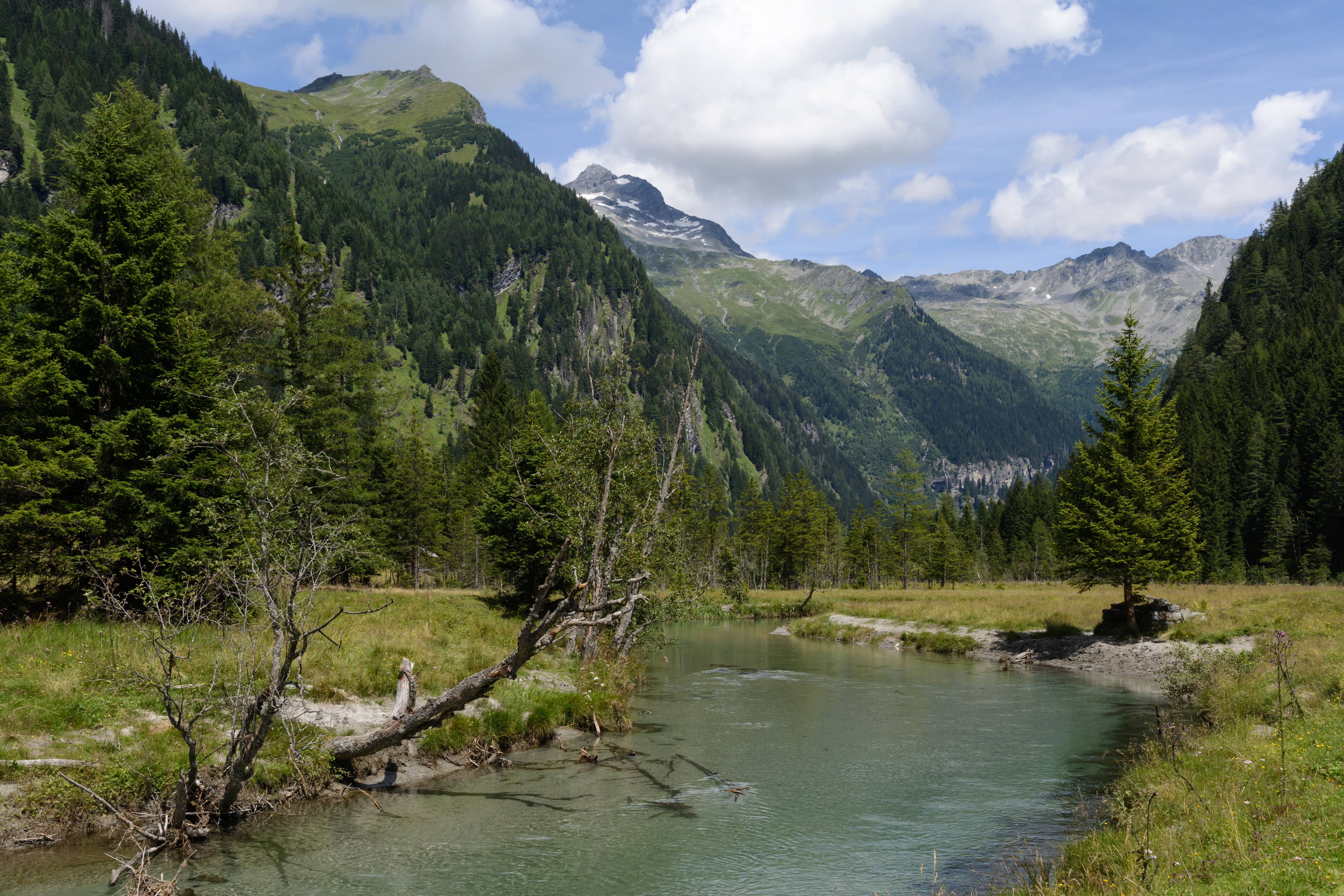
Seebach mit Ankogel

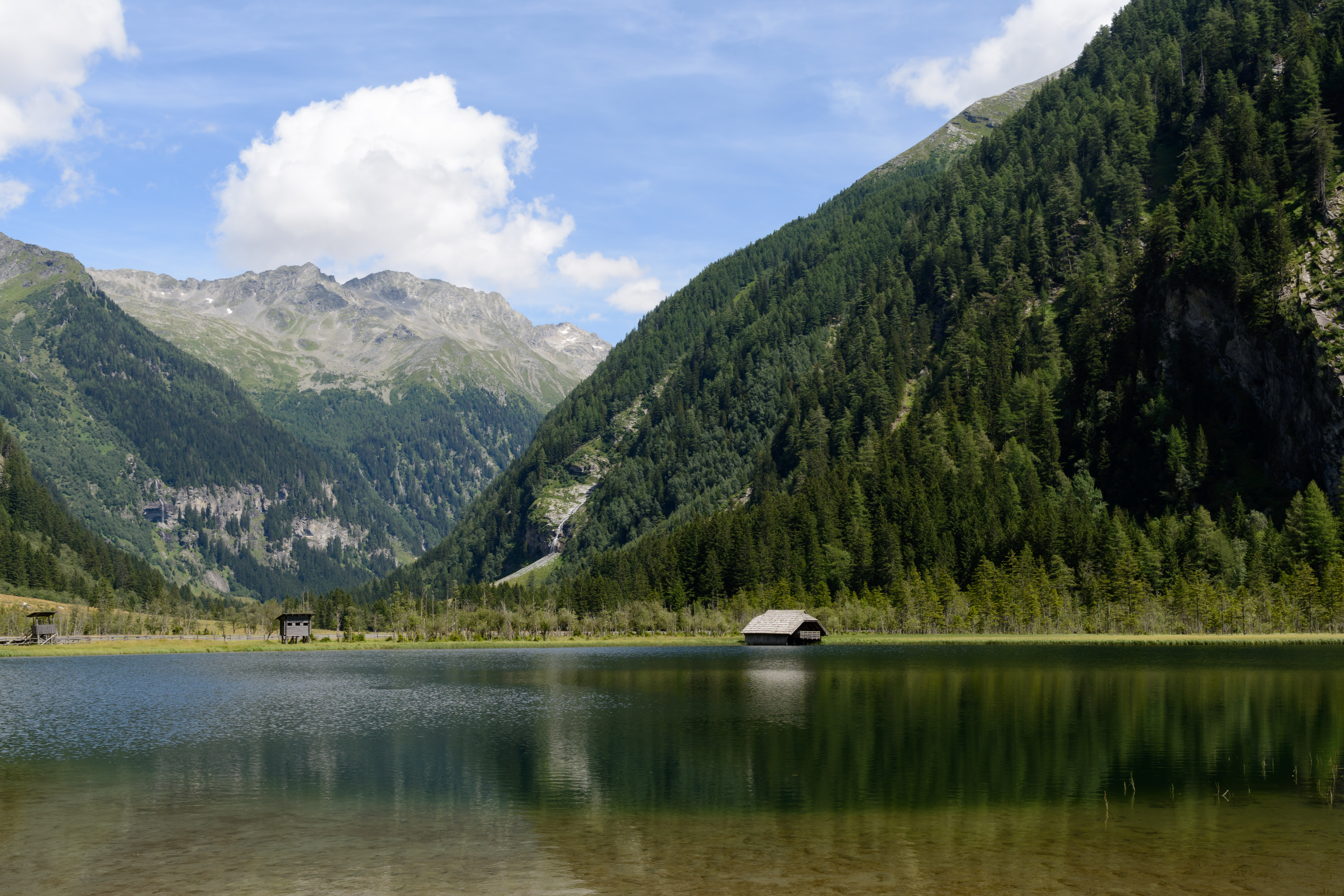
Stappitzer See

Das Seebachtal ist ein linkes Seitental bzw. Ursprungstal des Mallnitztales in den Hohen Tauern. Durchflossen wird es vom Seebach, der im Oberlauf Winkelbach heißt. Der Großteil des Tales gehört zum Gemeindegebiet von Mallnitz.
Das Seebachtal liegt am Übergang der Goldberggruppe zur Ankogelgruppe im Tauernfenster. Es erstreckt sich vom Alpenhauptkamm über etwa 14 Kilometer erst Richtung Westen, dann nach Süden, um sich bei Mallnitz mit dem Mallnitzer Tauerntal zum Mallnitztal zu vereinigen. Es handelt sich um ein typisches Trogtal. Der ebene Talboden auf rund 1300 m entstand, indem ein Bergsturz einen großen See entstehen ließ, der durch das Material des Seebaches, der ihn durchfloss, relativ schnell verlandete. Der Rest dieses Sees ist der Stappitzer See, der den Kontakt zum Seebach verloren hat (außer bei Hochwasser), sodass sich auch die Verlandung verlangsamte.
Zu Zeiten der Säumerei wurde das Tal als Zugang zum Korntauern genützt. Mit der Tauernbahn und deren Tauerntunnel verläuft eine wichtige Alpenquerung durch das Tal.
Gipfel, die das Tal säumen, sind der Ankogel, die Hochalmspitze, das Säuleck, und die Maresenspitze. Am Ankogel befindet sich ein Schigebiet. Schutzhütten im Seebachtal (und seinen Seitentälern) sind die Celler Hütte, das Hannoverhaus und die Mindener Hütte.